# Blanca Errázuriz
Blanca Elena Errázuriz Vergara (9 avril 1894 - 20 mars 1940), également connue sous le nom de Bianca de Saulles, est une mondaine chilienne et l'ancienne épouse du footballeur et homme d'affaires John de Saulles (en). En août 1917, Errázuriz tire mortellement sur de Saulles à plusieurs reprises lors d'un désaccord sur la garde de leur fils. Après un procès sensationnel et très médiatisé, Errázuriz est acquittée du meurtre de son ex-mari.

## Jeunesse et mariage
Errázuriz est née à Viña del Mar, au Chili, fille aînée de Guillermo Errázuriz Urmeneta et de Blanca Vergara Alvarez, une beauté connue sous le nom d'étoile de Santiago, et donc membre de la famille politiquement influente Errázuriz, d'origine basque. Son père, un magnat des mines, décède quand elle a deux ans et elle fait ses études au Sacred Heart Convent à Londres, en Angleterre. En 1911, alors qu'elle a 16 ans, elle rencontre John de Saulles (en), un homme d'affaires et figure mondaine américaine de 15 ans son aîné ; il s'est rendu au Chili en tant que représentant du Syndicat sud-américain des concessions pour négocier une nouvelle ligne ferroviaire. Après quelques difficultés initiales avec sa famille (principalement dues à la différence d'âge et de religion, Errázuriz étant catholique romaine), ils sont bientôt fiancés. Le 14 décembre 1911, ils se marient dans une chapelle catholique anglaise à Paris, en France, le lendemain de la cérémonie civile.

De Saulles a déjà été fiancé aux héritières Mary Elsie Moore (en) (plus tard princesse Torlonia) et Eleanor Granville Brown. Il est ensuite brièvement nommé ministre des États-Unis en Uruguay en 1914, poste dont il démissionne peu de temps après avoir accepté et sans jamais quitter les États-Unis. Le couple nouvellement marié s'installe à New York. Ils ont un enfant, John Longer « Jack » de Saulles, né le 25 décembre 1912, et dont le magnat de l'acier Charles H. Schwab est le parrain. Peu de temps après la naissance de John Jr, le mariage du couple commence à faiblir, principalement à cause des infidélités bien connues de de Saulles. Errázuri demande le divorce à l'été 1916.

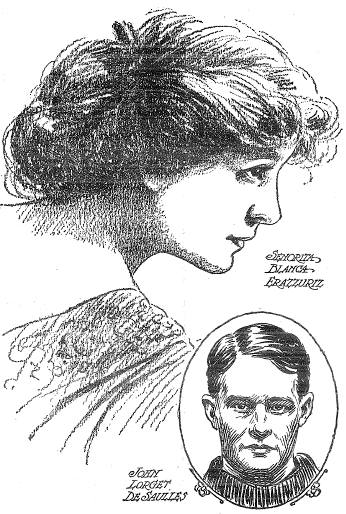
Blanca Errázuriz et John de Saulles (1912).

## Le divorce
Peu de temps avant de demander le divorce, Errázuri se lie d'amitié avec le futur acteur Rudolph Valentino à New York. Valentino travaille alors comme danseur d'exposition et s'est fait remarquer pour son interprétation du tango argentin, qui est à la mode à l'époque. On ne sait pas si les deux ont réellement eu une relation amoureuse, mais Valentino accepte de fournir la preuve au tribunal lors du divorce des de Saulles que Joan Sawyer (en), sa partenaire de danse, a une relation adultère avec John de Saulles ; il prend lui-même la parole pour soutenir l'affirmation d'Errázuriz concernant les infidélités de de Saulle. De Saulles est également accusé de diverses irrégularités financières impliquant son utilisation abusive de la fortune de sa femme, affirmations qui reçoivent une plus grande validité lorsqu'il devient clair à sa mort que de Saulles était profondément endetté,.
John de Saulles n'est pas satisfait et, une fois le divorce prononcé en décembre 1916, il utilise ses relations politiques pour faire arrêter Valentino ainsi qu'une madame nommée Mme Thyme (les accusations exactes sont inconnues). Les preuves sont au mieux fragiles (Valentino s'est trouvé près du mauvais endroit au mauvais moment) et après quelques jours de prison, la caution de Valentino est réduite de 10 000 $ à 1 500 $. Le scandale et le procès qui suivent sont très médiatisés et Valentino se sent dégradé et abusé. Errázuriz ne le remercie pas pour son témoignage et coupe tout contact avec lui.

## Le meurtre et le procès

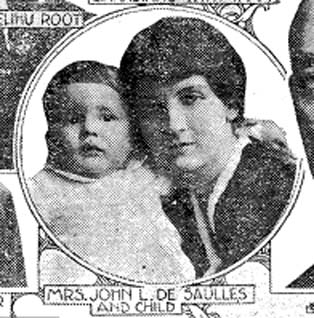
Blanca Errázuriz et son fils (1917)

Peu de temps après que le divorce soit définitif, le 3 août 1917, Errázuriz se rend en voiture de son domicile à Roslyn, New York, au domicile de son ex-mari, The Box, dans la colonie de Meadowbrook, près de Westbury. Elle a des réclamations légales concernant la garde de leur fils, puisqu'elle et son mari ont obtenu la garde partagée, mais de Saulles refuse de reconnaître la décision du tribunal. Elle arrive à The Box peu après 20 heures et trouve son ancien mari assis sur le porche de la maison. Ils se disputent et elle pointe une arme sur sa tempe, lui demandant de lui remettre immédiatement l'enfant. Lorsqu'il tente de la désarmer, elle lui tire dessus à cinq reprises. Il est transporté d'urgence à l'hôpital du comté de Nassau, mais y décède à 22 h 20 des suites de ses blessures. Pendant ce temps, elle attend à la maison l'arrivée de la police pour se rendre. Elle est accusée de meurtre au premier degré et emprisonnée dans la prison du comté de Nassau à Mineola, New York, ce qui donne lieu à un procès sensationnel.
L'affaire largement rapportée dure des mois. Errázuriz est défendue par Henry Uterhart, un criminaliste réputé de l'époque, et le principal témoin de la défense est Suzanne Monteau, la femme de chambre française d'Errázuriz, qui l'a accompagnée cette nuit-là et soutient pleinement sa version des événements. Blanca Errázuriz devient la coqueluche de la presse et la championne des suffragettes qui la présentent comme la victime du chauvinisme qui prévaut dans la société de l'époque,.
Blanca Errázuriz est acquittée à l'unanimité des accusations de meurtre le 1er décembre 1917 dans ce qu'on appelle un verdict « populaire ».

## Dernières années et mort
Après le procès, Errázuriz déménage à San Francisco où elle demande et obtient la garde complète de son fils. Elle et son fils partent ensuite au Japon. Finalement, ils retournent au Chili et s'y installent. Le 22 décembre 1921, elle se remarie, cette fois avec l'ingénieur Fernando Santa Cruz Wilson à Santiago ; le couple finit par divorcer.
À la fin des années 1930, Errázuriz souffre d'une mauvaise santé et se sépare de son fils, Jack Jr. Il rompt tout contact avec sa mère et retourne aux États-Unis. Le 20 mars 1940, elle se suicide en prenant une overdose de barbituriques à son domicile de Viña del Mar,.

## Héritage
Cette affaire sert de base au film muet de 1918 The Woman and the Law, réalisé par Raoul Walsh qui met en vedette Jack Connors, Miriam Cooper et Peggy Hopkins Joyce. Guillermo Errázuriz, le frère diplomate de Blanca, se suicide dans un hôtel parisien en mai 1922, après avoir été rejeté par Joyce. Le nom « de Saulles » est changé en « La Salle », mais le générique d'ouverture du film admet être basé sur l'histoire.